# Empuñadura

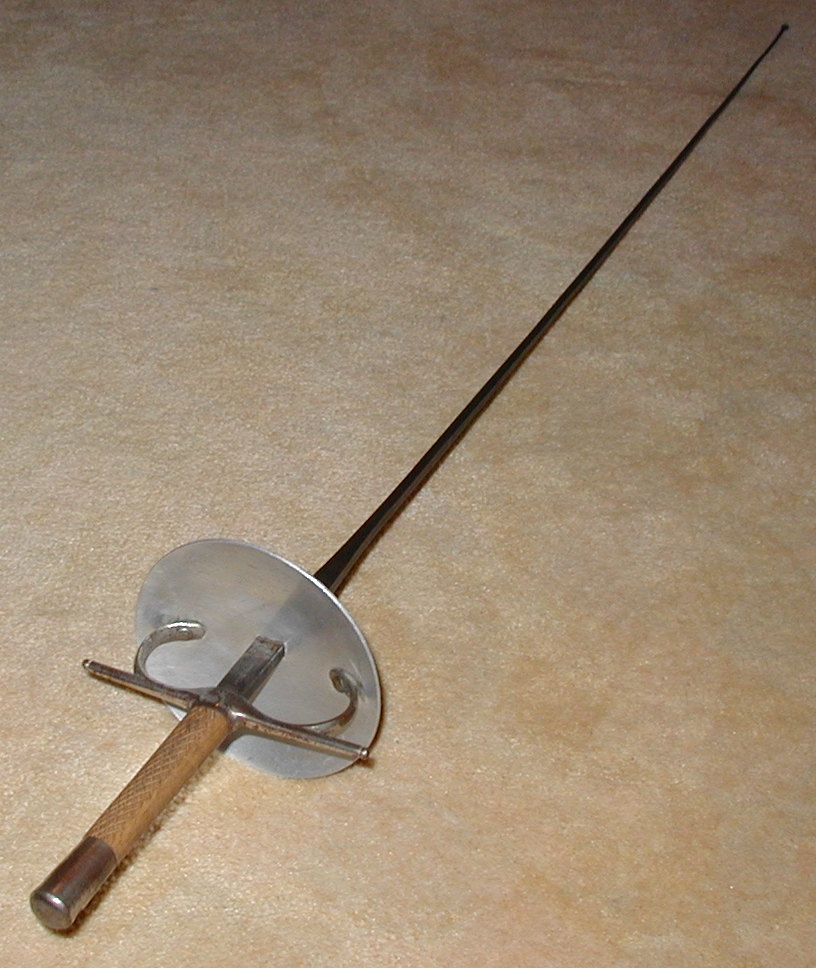
Florete con empuñadura italiana.

Empuñadura (de en y puño) es la parte de un objeto, u otro objeto unido al primero, que sirve para desplazarlo o utilizarlo con la mano. Es decir, cogerlo con el puño abarcándolo estrechamente con la mano. 
La concepción de una empuñadura apunta a la ciencia de la ergonomía, pero se fabrica a menudo por intuición o siguiendo una tradición. En particular, puede ser abierta o cerrada, vertical u horizontal, recta o curva.
Se llama así a la guarnición o pomo de las armas blancas, como por ejemplo la de la espada o la del sable.

## Agarre
La empuñadura es el mango de la espada. Por lo general, está hecho de madera o metal y, a menudo, está cubierto con piel de zapa (cuero resistente sin curtir o piel de tiburón). La piel de tiburón demostró ser la más duradera en climas templados, pero se deteriora en climas cálidos. En consecuencia, el caucho se hizo popular en la segunda mitad del siglo XIX. Muchos tipos de espadas optan alternativamente por la piel de rayo, a la que se hace referencia en la construcción de katanas como la misma. Cualquiera que sea el material que cubra la empuñadura, normalmente está pegado y envuelto con alambre en forma de hélice.

## Anillo de empuñadura

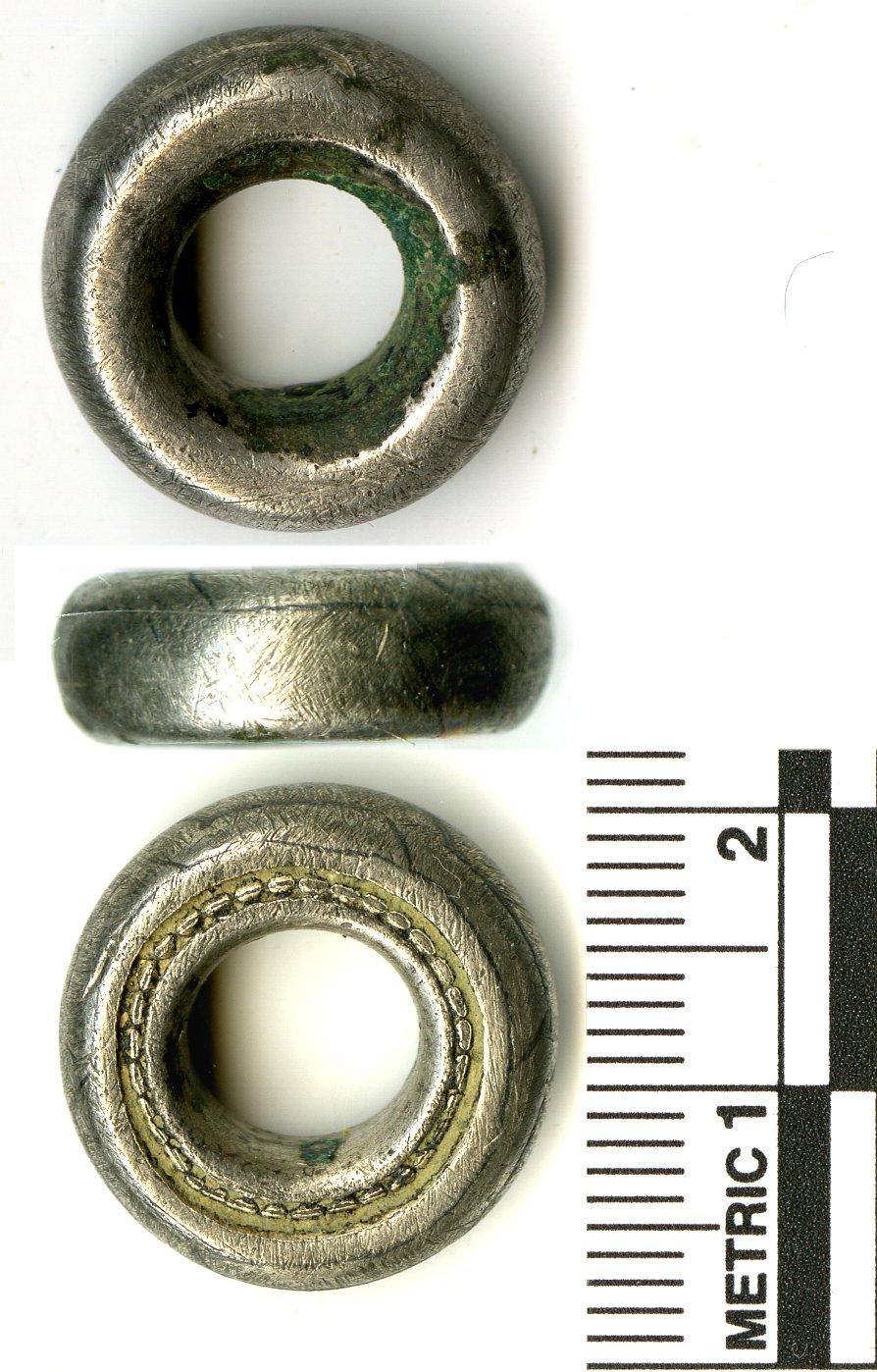
Anillo de empuñadura de espada de plata.

El anillo de la empuñadura es un elemento opcional que se utiliza como decoración.